# Auto-B-Good
Auto-B-Good è una serie animata composta da 36 episodi nella prima stagione e 13 per la seconda. In Italia è stata trasmessa da Rai Gulp e poi dal 2012 anche da JimJam.
Nel 2005 ha vinto un premio Emmy per la grafica nella categoria non-notizia ed è stato anche il destinatario di tre Telly Awards e tre Premi Aurora.

## Trama
Tutti gli abitanti di Autocity sono automobili. Si tratta di auto di tutte le età e di diversi modelli, ognuna con la propria personalità; attraverso le loro avventure il giovane pubblico a cui la serie è indirizzata impara ad analizzare i tratti del proprio carattere allo scopo di migliorare a curare il proprio comportamento.

## Personaggi
- Johnny: ama la velocità. La sua cosa preferita è farsi lavare nel Squeekies Car Wash, l'autolavaggio della città.
- Cali: ama lo shopping.
- EJ: il più piccolo delle vetture, cerca sempre di somigliare ai più grandi.
- Professor Morgan: eccentrico ma geniale, ha un cuore d'oro che lo fa ben volere da tutti.
- Franklin: il più vecchio e saggio della cittadina.
- Maria: ha un grande spirito avventuriero e ama viaggiare.
- Derek: è il più grande e il più duro del gruppo.